# آسیاب سر بیشه
آسیاب سر بیشه مربوط به دوره قاجار است و در شهرستان ممسنی، بخش مرکزی، دهستان فهلیان، ۳۰۰ متری شمال غرب روستای گردنه جنجان واقع شده و این اثر در تاریخ ۲۶ اسفند ۱۳۸۶ با شمارهٔ ثبت ۲۱۸۸۵ به‌عنوان یکی از آثار ملی ایران به ثبت رسیده است.